# 愛天使世紀ウェディングアップル
『愛天使世紀ウェディングアップル』（あいてんしせいきウェディングアップル）は、富田祐弘が原作・シリーズ構成を手掛ける日本のメディアミックスプロジェクト。
結婚をテーマにした美少女戦士作品である。

## 概要
「バトルヒロインの父」と称される富田祐弘による、新たな愛天使の物語。結婚の形や考え方が多様性に満ちた現代を舞台に、愛天使に変身する少女たちの戦いを描く。
2025年4月21日より、公式YouTubeチャンネルにてフルボイス動画の配信が開始された。また、公式YouTubeチャンネルも開設されている。

## 登場人物

### 愛天使[1]
朝陽 林檎（あさひ りんご） / 天使名：ウェディング・アップル
声 -橘美來
本作の主人公。
苗場 桜（なえば さくら） /天使名：ウェディング・チェリー
声 - 日向もか
雪代 椿（ゆきしろ つばき） /天使名：ウェディング・カミーリア
声 - 宮沢小春
武笠 蘭（たけかさ らん） /天使名：ウェディング・オーキッド
声 - 夏目ここな
霧乃 あやめ（きりの あやめ） /天使名：ウェディング・アイリス
声 - 相川奏多

### 人間[1]
黒岩優斗/クローバー
声 -小野賢章

### 悪魔[1]
ベーザイ/人間名：財前麗子
声 -戸松遥
ピーモン/人間名：大門トウヤ
声 -梅原裕一郎
ダーブラック/人間名：大門ダイキ
声 -日笠陽子
ホーディ/人間名：布瀬川ショウ
声 -前野智昭
ジュロー/人間名：六本木ジン
声 -立花慎之介
エピーダ
声 -豊永利行

### その他[1]
ナレーション 声 - 寿美菜子

## スタッフ
- 原作・シリーズ構成 - 富田祐弘